# 酒井大輔 (アイスホッケー)
酒井 大輔 (さかい だいすけ、1987年2月27日 - ) は、長野県長野市出身の元プロアイスホッケー選手。ポジションはゴールキーパー。
上野拓紀と共に長野県初のアジアリーグアイスホッケーの選手となった。

## 経歴
小学生時代に長野イーグルス（現長野ウイングス）でアイスホッケーを始める。地元の長野市立犀稜中学校では後にHigh1～日光アイスバックス～現日本製紙クレインズの上野拓紀と同期。長野県長野工業高等学校を経て大学アイスホッケーの名門東洋大学に進学した。1年次から東洋のGKを守り大学2年次のインカレではベストGKに選出、U20日本代表、ユニバーシアード、シニアの日本代表に選出されるなと頭角を現していった。
2009年に大学を卒業した後は同年アジアリーグアイスホッケーへ新規参入する東北フリーブレイズへの入団を果たす。
2011年夏にアジアリーグの中国所在チームチャイナドラゴンへレンタル移籍となった。アジアリーグ時代は東北フリーブレイズで3シーズン、チャイナドラゴンでも3シーズンの合計6シーズン活躍、2012年2月2日には酒井の地元長野ビッグハットでアジアリーグの地元凱旋試合も行った（vs東北フリーブレイズ戦、試合は6-1で敗戦）
2013-14シーズン終了と共にチャイナドラゴンでのレンタル期間終了、そのまま東北フリーブレイズとの契約も満了となり退団となった。
退団後は国外へ渡り、トライアウトやキャンプに参加するが契約まで至らず帰国し、2015年1月に自身のFacebookで現役生活引退を発表した。
2015年4月に地元クラブチームのAC長野パルセイロアイスホッケーチームのコーチに就任、現在は地元長野で後進の指導・育成に励んでいる。また長野県アイスホッケー連盟理事、および国体強化副委員長も務める。

## 詳細情報

### 代表歴
- 2012年アイスホッケー世界選手権日本代表